# Polyalthiopsis verrucipes
Polyalthiopsis verrucipes là một loài thực vật thuộc họ Na. Đây là loài đặc hữu của Trung Quốc.